# Ahmad Kamil Muhammad Husajn
Ahmad Kamil Muhammad Husajn, znany też jako Ahmad Ibrahim Ibrahim (ar. أحمد كامل محمد حسين; ur. 8 kwietnia 1971) – egipski zapaśnik walczący w stylu klasycznym. Olimpijczyk z Barcelony 1992, gdzie zajął jedenaste miejsce w kategorii 62 kg.
Zdobywca szóstego i ósmego miejsca na igrzyskach śródziemnomorskich w 1993. Złoty medalista igrzysk afrykańskich w 1991 i brązowy w 1995. Zdobył cztery złote medale na mistrzostwach Afryki, w 1992, 1993, 1994 i 1996. Trzeci na igrzyskach panarabskich w 1992 i triumfator mistrzostw arabskich w 1995. Drugi w Pucharze Świata 1991 i czwarty w 1994.
- Turniej w Barcelonie 1992

Przegrał z Węgrem Jenő Bódim i Hiszpanem Luisem Martínezem i odpadł z turnieju.